# Jacqueline McClintock
Jacqueline McClintock (* 1957; † 23. August 2012 in Toronto) war eine kanadische Schauspielerin und Regisseurin, die aber vor allem als Schauspiellehrerin bekannt war.

## Leben
Jacqueline McClintock war das zehnte Kind ihrer franco-kanadischen Mutter, Elianne Rodrigue, und ihres irisch-kanadischen Vaters, Donald McClintock.
McClintocks Ausbildung begann am Dome Theatre im Dawson College der Bishop’s University (Sherbrooke), anschließend studierte sie Film an der Concordia University. Der stärkste Einfluss kam 1998, als sie bei Sanford Meisner am Neighborhood Playhouse in New York Schauspiel studierte.
Als Schauspiellehrerin, Coach und Leiterin eines Theaters arbeitete sie über 30 Jahren mit tausenden Studenten, Regisseuren und Drehbuchautoren in Toronto, Montreal, Amsterdam, München und Palma (Spanien).
2010 sind gleich drei ihrer bekanntesten Studenten für den Auszeichnungen nominiert (z. B. TIFF-Award): Rachelle Lefevre, Scott Speedman und Anna Hopkins für den Film „Barney’s Version“ von Richard J. Lewis. Jeder dieser Schauspieler macht McClintock für ihren Erfolg verantwortlich. Lefevre sagte sogar: „Ohne Jaqueline hätte ich nie Karriere gemacht.“
Auch Jessica Paré, die inzwischen als Mrs. Draper in Mad Men weltberühmt ist, war eine Schülerin McClintocks. In Deutschland gehörten u. a. Birte Hanusrichter und Sebastian Gerold zu ihren Schülern, die sie auch bei internationalen Kursen unterstützen und heute als Lehrer der Meisner-Methode in ihrem Sinne unterrichten.
McClintock starb in Toronto am 23. August 2012 an Lungenkrebs.